# فنسنت غاردنر
فنسنت غاردنر (بالإنجليزية: Vincent Gardner)‏ هو عازف جاز أمريكي، ولد في 31 أكتوبر 1972 في شيكاغو في الولايات المتحدة.

## وصلات خارجية
- فنسنت غاردنر على موقع ميوزك برينز (الإنجليزية)
- فنسنت غاردنر على موقع أول ميوزيك (الإنجليزية)
- فنسنت غاردنر على موقع ديسكوغز (الإنجليزية)